# Gerhard Diessener
Gerhard Diessener (auch Diesener, Disineer, Dießener, Desnier; * um 1640 möglicherweise in Kassel; † 1684 vermutlich in London) war ein deutscher Komponist.

## Leben und Wirken
Gerhard Diesseners Geburtsort Kassel gilt als nicht gesichert, er wirkte von 1660 bis 1673 als Musiker in der französischen Kapelle des Landgrafen von Hessen-Kassel. Danach verschlug es ihn nach London, wo er von 1673 bis 1684 als Musiklehrer wirkte. Mit seinen Schülern gab er Privatkonzerte in seinem Haus in der Great Russel Street.
Diessener schuf neunzehn mehrstimmige Instrumentalsuiten im französischen Stil, die Sammlung wurde 1682 unter dem Titel Instrumental Ayrs veröffentlicht. Er komponierte Musik für Tasteninstrumente und weitere Werke und war mit seinen Kompositionen ein typischer Vertreter des Barock.